# Achroomyces micrus
Achroomyces micrus är en svampart som först beskrevs av Bourdot & Galzin, och fick sitt nu gällande namn av Wojewoda 1977. Achroomyces micrus ingår i släktet Achroomyces och familjen Platygloeaceae.   Inga underarter finns listade i Catalogue of Life.